# Plzeň 6-Litice
Plzeň 6-Litice jsou městský obvod rozkládající se na jižním okraji statutárního města Plzně při řece Radbuze a vodní nádrži České údolí. Obvod je tvořen celým katastrálním územím Litice u Plzně. Dříve samostatná obec Litice, nyní část města zasahující i do obvodu Plzeň 3, patří mezi nejstarší v okolí Plzně.

## Historie
Na území obce bylo prokázáno pravěké osídlení, v 8. století bylo osídleno Slovany. První zmínka o vlastní obci pochází z roku 1212, kdy byl zároveň poprvé zmiňován Litický hrad. Už kolem roku 1467 byl uváděn jako pustý, ale jeho zříceniny se nacházejí v obci dodnes. Původně bylo součástí k. ú. Litice také k. ú. Valcha. Po Mnichovské dohodě v roce 1938 byla většina katastru převážně Němci obyvaných Litic připojena k Německé říši, zatímco severozápadní část, zhruba odpovídající západní polovině moderního k. ú. Valcha (zahrnující osadu Valcha), zůstala nadále v Československu a 1. května 1942 se stala součástí Plzně. Po osvobození byla osada Valcha od Plzně zase odloučena a navrácena Liticím. Poprvé pak byly celé Litice (tehdy ještě zahrnující i k. ú. Valcha) připojeny k Plzni v roce 1949, ale již v roce 1964 byly od Plzně opět odtrženy k okresu Plzeň-jih (byly sloučeny se Šlovicemi). Po 6 letech, v roce 1970, byly ale k Plzni znovu a již natrvalo připojeny. Důvodem byla výstavba přehrady České údolí. Zpočátku byly Litice součástí MO Plzeň 3, ale v roce 1991 pro sebe získaly vlastní samostatný městský obvod a v městské části Plzeň 3 zůstalo jen dnešních 10 ulic.
Dnes mají Litice stále spíše vesnický charakter, ač již zemědělství v obci nemá tak významnou úlohu jako dříve. Leží na silnici I/27, která až donedávna vedla přímo středem obce, což mělo kvůli její vysoké frekventovanosti negativní vliv na životní prostředí. Tento problém byl vyřešen v roce 2003, když byla dostavěna čtyřproudová komunikace (součást městského obchvatu), která tranzitní dopravu odvedla. Dnes je v Liticích pošta, základní škola a knihovna.

## Kamenolom
Na území obce, v těsném sousedství Plzeň 10 - Lhota, je provozován rozsáhlý kamenolom. Na jaře 2011 byla těžba v lomu dočasně pozastavena, protože v těžených spilitech měření prokázala karcinogenní aktinolit, což je forma amfibolového azbestu. Od roku 2012 je lom znovu v provozu za zpřísněných podmínek.

## Sport
TJ Plzeň – Litice měla začátkem roku 2024 více než 530 členů. V pěti oddílech provozuje pozemní hokej (Extraliga muži – 4× Mistři České republiky, starší dorostenci 5× Mistři ČR, mladší dorostenci 6× Mistři ČR, starší žáci 5× Mistři ČR, mladší žáci 3× Mistři ČR, Extraliga ženy), národní házenou (muži – II. liga), kopanou, nohejbal, volejbal a stolní tenis.

## Pamětihodnosti
- Hrad Litice
- Fara
- Kostel svatého Petra a Pavla
- Sýpka u usedlosti čp. 56